# Нова Ярославка
Нова́ Яросла́вка —  село в Україні, у Лип'янській сільській громаді Звенигородського району Черкаської області. У селі мешкає 82 людей.

## Особистості
В селі народився Подолинський Сергій Андрійович (* 19 (31) липня 1850 — 1891) — український громадський і політичний діяч, лікар, соціолог, економіст, публіцист, член «Женевського гуртка».